# Schedocentrus haenschi
Schedocentrus haenschi är en insektsart som beskrevs av Max Beier 1960. Schedocentrus haenschi ingår i släktet Schedocentrus och familjen vårtbitare. Inga underarter finns listade i Catalogue of Life.